# Tomas Van Den Spiegel
Tomas Van Den Spiegel (Gand, 10 luglio 1978) è un ex cestista e dirigente sportivo belga, professionista in Europa, attuale presidente dell'ULEB.

## Carriera
Milita nel Telindus Ostenda dal 1997 al 2001, prima di trasferirsi alla Fortitudo Bologna. Qui trovò subito grande feeling con il compagno Gianmarco Pozzecco, infatti erano memorabili i pick 'n roll tra i due. Nei due anni a Bologna van den Spiegel disputò due finali scudetto e una finale di Eurolega, purtroppo per lui e per la Fortitudo, tutte perse. Nei due anni successivi van den Spiegel giocò per la Lottomatica Roma, e destino volle che nel 2005 la squadra giallorossa venisse eliminata ai play-off proprio dalla Fortitudo, ex squadra di van den Spiegel.
Nella stagione 2006-07 passò al CSKA Mosca, la squadra allenata da Ettore Messina, che centrò la finale di Eurolega per poi perderla contro il Panathinaikos di Ramūnas Šiškauskas nonostante una grande partita del greco Theodōros Papaloukas. 
Dopo l'anno al CSKA Mosca passò al Prokom Sopot ma a gennaio 2009 Van den Spiegel ritorna al CSKA, chiamato da Messina per sostituire l'infortunato Savrasenko: la seconda esperienza del belga al CSKA fu più che felice, infatti i moscoviti vinsero sia il campionato che l'Eurolega.
Il campionato 2008-09 Tomas lo iniziò in Ucraina all'Azovmash Mariupol', ma a dicembre fu acquistato dal Real Madrid per sostituire Lazaros Papadopoulos, che nel frattempo passò alla Fortitudo.
Nel novembre 2010 van den Spiegel si è aggregato all'Armani Jeans Milano a causa dell'infortunio di Petravičius, ma il suo contratto a gettone non fu poi rinnovato. Tornò quindi in Belgio all'Ostenda, dove si ritira nel luglio 2013.

## Nazionale
Con il Belgio partecipò agli Europei 2011 realizzando 4 punti nel match d'esordio contro la Georgia. Contro la Bulgaria realizzò 12 punti e catturò 8 rimbalzi, ma non bastò per evitare la sconfitta della sua squadra.

## Palmarès
- Campionato belga: 3

Ostenda: 2000-01, 2001-02, 2011-12
- Campionato russo: 3

CSKA Mosca: 2005-06, 2006-07, 2007-08
- Coppa del Belgio: 2

Ostenda: 1998, 2001
- Coppa di Russia: 2

CSKA Mosca: 2005-06, 2006-07
- Eurolega: 2

CSKA Mosca: 2005-06, 2007-08